# European Karate Federation
Die European Karate Federation (EKF) ist ein europäischer Karate-Dachverband, dessen Sitz in Madrid ist. Präsident ist der Spanier Antonio Espinos, der auch dem Weltverband WKF vorsteht.
Die Gründung erfolgte am 15. Dezember 1963 als European Karate Union (EKU) auf dem 1. Europäischen Karatekongress in Paris. Erster Präsident war der Franzose Jacques Delcourt, sein Vizepräsident der deutsche Otto Brief. Im Jahr 1993 erfolgte die Umbenennung des Verbands in EKF – zeitgleich mit der Fusion der Verbände WUKO und ITKF zum Weltverband WKF.
Zweck ist die Förderung des Karatesports. Dazu gehört, einheitliche Karateregeln in ganz Europa zu schaffen und Europameisterschaften für Jugendliche (14–16 Jahre), Junioren (16–18 Jahre) und Erwachsene zu organisieren und durchzuführen. Dies geschieht jährlich seit 1966.